# Бриантус
Бриантус (лат. Bryanthus) — род растений семейства Вересковые.

## Ареал
Растения встречаются в России в тундре, на моховых болотах, вулканических плато, у снежников. Реже встречаются на Камчатке, Курильских островах и Командорских островах. Встречаются также на севере Японии.

## Биологическое описание
Вечнозелёные стелющиеся кустарнички высотой до 20—25 см с тонкими опушенными веточками.
Листья линейно-продолговатые, заострённые, блестящие, кожистые, до 3 мм в длину, спирально расположенные.
Цветки мелкие, розового цвета, собранные в кистевидные соцветия.
Плод — овальная остроконечная коробочка.

## Виды
По данным The Plant List, род включает в себя один вид Bryanthus musciformis (Poir.) Nakai. Синоним: Bryanthus gmelinii D.Don  — Бриантус Гмелина.